# Gray (Maine)
Gray es un pueblo ubicado en el condado de Cumberland en el estado estadounidense de Maine. En el Censo de 2010 tenía una población de 7.761 habitantes y una densidad poblacional de 65,15 personas por km².

## Geografía
Gray se encuentra ubicado en las coordenadas 43°54′16″N 70°22′1″O / 43.90444, -70.36694. Según la Oficina del Censo de los Estados Unidos, Gray tiene una superficie total de 119.12 km², de la cual 112.07 km² corresponden a tierra firme y (5.92%) 7.05 km² es agua.

## Demografía
Según el censo de 2010, había 7.761 personas residiendo en Gray. La densidad de población era de 65,15 hab./km². De los 7.761 habitantes, Gray estaba compuesto por el 97.17% blancos, el 0.68% eran afroamericanos, el 0.23% eran amerindios, el 0.5% eran asiáticos, el 0.06% eran isleños del Pacífico, el 0.14% eran de otras razas y el 1.21% pertenecían a dos o más razas. Del total de la población el 0.85% eran hispanos o latinos de cualquier raza.